# Antonino Saggio
Antonino Saggio (Roma, 30 maggio 1955) è un teorico dell'architettura e storico dell'architettura italiano.

## Biografia
Insegna Progettazione architettonica e urbana alla Facoltà di Architettura della Sapienza - Università di Roma.
Ha fondato nel 1998 la collana Internazionale "The IT Revolution in Architecture / La Rivoluzione Informatica in Architettura" che ha contribuito a una diffusione dei rapporti tra informatica e progettazione architettonica. Ha perseguito un'impostazione di indagine storica vicina alla modalità del pensiero progettuale sia nei suoi lavori monografici che nella cura, dopo la scomparsa di Bruno Zevi, della serie "Gli Architetti". Ha diffuso nella cultura italiana i progetti di "Co-Housing" (Residenze multigenerazionali cooperative con servizi comuni) e quelli legati alla strategia della "Case basse ad alta densità" nella città costruita.

## Pubblicazioni principali
- 2022, "Giuseppe Terragni Una Biografia Critica," LetteraVentidue, Siracusa
- 2010, "Architettura e modernità. Dal Bauhaus alla rivoluzione informatica", Carocci, Roma
- 2007, "Introduzione alla Rivoluzione informatica in Architettura", Carocci, Roma
- 1997, "Frank O. Gehry Architetture Residuali", Testo&Immagine, Torino
- 1996, "Peter Eisenman Trivellazioni nel futuro", Testo&Immagine, Torino
- 1995/2011, "Giuseppe Terragni Vita e opere," Editori Laterza, Roma-Bari
- 1993, "Co-Residenza. Nuove famiglie e progettazione della casa", Edilizia Popolare, n. 228
- 1988, "Un architetto americano. Louis Sauer", Officina, Roma
- 1988, “Using Goals in Design” Carnegie-Mellon, Pittsburgh
- 1984, “L'opera di Giuseppe Pagano tra politica e architettura”  Dedalo, Roma-Bari
- Collana "Universale di Architettura" Direttore Bruno Zevi.